# 約瑟夫·貝利·基南

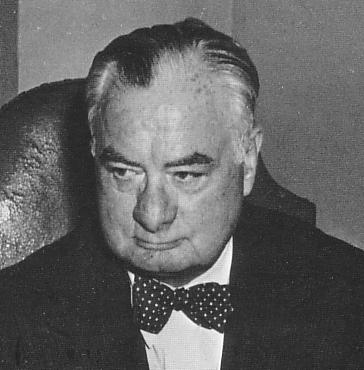
約瑟夫·貝利·基南

約瑟夫·貝利·基南（Joseph Berry Keenan, 1888年1月17日- 1954年12月8日）美國政治家，律師、在遠東國際軍事法庭開庭審判期間擔任首席檢察官。

## 早年經歷
約瑟夫·貝利·基南出生於美國羅德島州的波塔基特。1910年畢業於布朗大學之後，又經過哈佛大學法學院的深造，於俄亥俄州的克利夫蘭開辦律師事務所。
第一次世界大戰期間，他作爲第137野戰炮兵的軍官奔赴歐洲戰場。離開軍界之後，又成爲了俄亥俄州的檢察官助理。
1932年美國大選期間，他積極聲援民主黨的候選人富蘭克林·羅斯福，羅斯福主政之後，被任命爲聯邦政府的司法部長特別助理。在他任職期間，他不遺餘力地建立旨在清掃幫派犯罪組織的法律體系，並向國會提出了展開調查全美國的犯罪情況，以及關於擴充美國聯邦調查局（FBI）的法律報告。之後，他就任領導全美的檢察機構的司法部刑事局長，指導了揭發取締黑幫犯罪等工作，直到躍升為司法部助理。1939年他退出政界，在華盛頓DC以及克利夫蘭重開律師行業。

## 遠東國際軍事法庭
鑒於約瑟夫·貝利·基南的檢察事務的閲歷，1945年8月日本宣佈投降之後，作爲追究戰爭罪犯的責任，1945年11月29日他被哈利·杜魯門總統任命遠東國際軍事法庭的首席檢察官，他領導了對當時的日本領導人在第二次世界大戰中犯下的戰爭罪進行責任追究的調查，起訴了包括東條英機等28名高級戰犯。

## 晚年
遠東國際軍事審判結束之後，回到美國的約瑟夫·貝利·基南於1949年擔任聯合國巴勒斯坦事務委員會的美國代表。1954年12月他於北卡羅萊納州的阿什伯勒去世。